# Marek Seweryn
Marek Seweryn (Szopienice, 17 ottobre 1957) è un ex sollevatore polacco medagliato olimpico, campione mondiale ed europeo, che ha gareggiato nelle categorie dei pesi gallo (fino a 56 kg.), dei pesi piuma (fino a 60 kg.) e dei pesi leggeri (fino a 67,5 kg.).

## Carriera
Seweryn si mise in luce ancora ventenne ai campionati europei di Havířov del 1978, quando vinse la medaglia d'oro nella categoria dei pesi gallo con 260 kg. nel totale. Lo stesso anno, qualche mese più tardi, vinse la medaglia d'argento ai campionati mondiali di Gettysburg con 252,5 kg. nel totale.
L'anno successivo, dopo essere passato alla categoria superiore dei pesi piuma, ottenne il maggior successo della sua carriera, conquistando la medaglia d'oro ai campionati mondiali di Salonicco con 282,5 kg. nel totale.
Nel 1980 prese parte alle Olimpiadi di Mosca, ottenendo la medaglia di bronzo con 282,5 kg. nel totale, dietro al sovietico Viktor Mazin (290 kg.) e al bulgaro Stefan Dimitrov (287,5 kg.). In quell'anno la competizione olimpica di sollevamento pesi era valida anche come campionato mondiale.
Dopo i Giochi Olimpici del 1980 seguì un lungo periodo nel quale Seweryn non ottenne alcun risultato di particolare rilievo nelle maggiori competizioni internazionali, saltando le Olimpiadi di Los Angeles 1984 a causa del boicottaggio attuato dai Paesi dell'Est europeo a quei Giochi Olimpici.
Ritornò su un podio internazionale in occasione dei campionati europei di Katowice del 1985, dopo aver fatto un altro salto di categoria a quella dei pesi leggeri, vincendo la medaglia di bronzo con 330 kg. nel totale, alle spalle del tedesco orientale Andreas Behm (345 kg.) e del bulgaro Mihail Petrov (342,5 kg.).
Nel 1986 ottenne la medaglia di bronzo ai campionati mondiali di Sofia con 322,5 kg. nel totale e due anni dopo prese parte alle Olimpiadi di Seul 1988, terminando al 4º posto finale con 317,5 kg. nel totale.
Nel corso della sua carriera Seweryn stabilì un record del mondo nella prova di strappo della categoria dei pesi piuma.